# Miconia tormentosa
Miconia tomentosa es una especie de fanerógama en la familia de Melastomataceae. Es endémica de Bolivia y de Perú. 

## Taxonomía
Miconia tomentosa fue descrita por (Rich.) D.Don ex DC. y publicado en Prodromus Systematis Naturalis Regni Vegetabilis 3: 183. 1828.
Etimología
Miconia: nombre genérico que fue otorgado en honor del botánico catalán Francisco Micó.
tomentosa: epíteto latíno que significa "peluda"
Sinonimia
- Melastoma tomentosum Rich.
- Miconia amplexans (Crueg.) Cogn.
- Pogonorhynchus amplexans Crueg.[5]